# ۳۵ (قمری)
۳۵ (قمری)، سی و پنجمین سال در گاهشماری هجری قمری است. اول محرم این سال برابر با چهاردهم ژوئیه سال ۶۵۵ میلادی است.

## رویدادها
- ۱۸ ذی الحجه 
  - کشته شدن عثمان بن عفان خلیفه سوم
  - کشته شدن مغیره بن اخنس در ماجرای قتل عثمان

- ۲۵ ذی الحجه ، قبول  خلافت توسط علی بن ابیطالب

- ماجرای رحبه ، گواهی دادن تعدادی از صحابه به درخواست علی بن ابیطالب به اینکه حدیث غدیر را از رسول خدا شنیده اند.

## درگذشتگان
- خوله بنت جعفر ، همسر علی بن ابیطالب و مادر محمد حنفیه

- ۱۸ ذی الحجه ، عثمان بن عفان ، خلیفه سوم